# Філіп-Ф'єлд Андерсен
Філіп-Ф'єлд Андерсен (4 липня 1999 , Nesoddend, Акерсгус ) — норвезький біатлоніст, дворазовий призер чемпіонату світу серед юніорів.

## Кар'єра
На міжнародній арені дебютував 21 листопада 2015 року в Шушені, де посів 15-те місце в спринті серед юніорів. 2018 року взяв участь у чемпіонаті світу серед юніорів в Отепяе, де здобув срібну медаль в індивідуальній гонці та бронзову в естафеті.
У змаганнях на Кубок світу дебютував 19 березня 2021 року в Естерсунді, де посів 58-ме місце в спринті. Свої перші кубкові очки набрав наступного дня в тому ж місті, посівши 35-ше місце в гонці переслідування. Вперше на подіум Кубка світу зійшов 17 грудня 2021 року в Ле-Гран-Борнані, посівши третє місце в спринті. Тоді його випередили співвітчизник Йоганнес Тінґнес Бо та росіянин Едуард Латипов.